# Kiyomi Tsukada
Kiyomi Tsukada (Japão, 9 de Janeiro de 1964) é uma ex-atriz e professora japonesa, famosa no Brasil por ter participado das séries Kyojuu Tokusou Jaspion (como a ginóide Anri) e Seiun Kamen Machineman (como a fotógrafa Gunko).
Foi dublada no Brasil por Denise Simonetto (ep. 1-16) e Cecília Lemes (ep. 17-46) em Jaspion e por Rosana Garcia em Machineman. Também participou de um episódio de Shaider, dublada por Fátima Mourão.
Ainda em tokusatsu, participou do longa-metragem exclusivo para o mercado de VHS Kamen Rider Shin (1992), junto com também famoso ator no Brasil Akira Ishihama (Dr. Tokimura em Flashman e Yanageda em Jiban).
Em 1995, Kiyomi Tsukada anunciou que estava se aposentando da carreira artística.
Em fevereiro de 2015 o também ator Hiroshi Watari publicou, em seu blog, uma conversa que teve com Kiyomi via celular, onde aparece a imagem dela.
Atualmente, assina como "Kiyomi Hara", vive e trabalha como professora do ensino médio na cidade de Edinburgo, na Inglaterra. 

## Lista de trabalhos
- Gunko Hayama em Machineman
- Anri em Jaspion